# ふぁいと!!/ゆうき
「ふぁいと!!/ゆうき」は、芦田愛菜の4枚目のシングル。2014年8月6日にユニバーサルミュージックから発売された。

## 概要
イトーヨーカドーのCMタイアップ曲「ふぁいと!!」と2014年の第81回NHK全国学校音楽コンクール小学校の部課題曲「ゆうき」の2曲が収録されている。
初回生産限定盤（CD+DVD）、通常盤（CDのみ）の2形態で発売。
4月にレコーディングが行われた。
CD発売に先駆けて2014年7月18日より「ふぁいと!!」が先行配信された。

## 収録曲
1. ふぁいと!!
作詞：下地悠、コモリタミノル、作曲・編曲：コモリタミノル
  - イトーヨーカドーのCMタイアップ曲
2. ゆうき
作詞：中川李枝子、作曲・編曲：村松崇継
コーラス：押谷沙樹
3. ふぁいと!! (カラオケ)
4. ゆうき (カラオケ)

DVD
- ふぁいと!!（MUSIC VIDEO）
- 愛菜ちゃんの振り付き映像（テレビサイズ）